# 药家鑫案
药家鑫案，即药家鑫故意杀人案，是2010年10月20日深夜发生在陕西省西安市西部大学城学府大道上的一起交通肇事引发的故意杀人案，肇事者药家鑫驾车撞到被害人张妙，下车后发现张妙在记自己的车牌号，药家鑫拿出刀子，连捅张妙8刀，致其死亡，后驾车逃跑，行至郭杜南村村口再次撞伤行人，被周围目击者们发现堵截并报警。此事经媒体报道后，引起了中华人民共和国公安部的高度关注。
2011年1月8日，药家鑫被西安市人民检察院以“故意杀人罪”提起公诉。3月23日上午，“药家鑫案”在陕西省西安市中级人民法院开庭审理。2011年4月22日，西安市中院一审宣判，被告人药家鑫犯故意杀人罪，被判处死刑，剥夺政治权利终身，并处赔偿被害人家属经济损失45498.5元。4月28日，药家鑫提起上诉，并提出四点上诉理由。2011年5月20日，陕西省高级人民法院裁定，驳回上诉，维持死刑判决。6月7日上午8时，药家鑫在西安被以注射方式执行死刑。
案发之后，社会的舆论大多严厉谴责药家鑫，支持判药家鑫死刑。但后来伴随着张妙家的负面新闻出现，如张妙家人违背承诺向药家索要20万赔款并发生肢体冲突，张妙代理人张显对药家背景放出的大量消息被证实为造谣等等，有部分社会舆论开始同情药家鑫及家人，反思死刑判决是否被民意绑架。

## 案件经过
2010年10月20日23时许，有过路司机和目击者们向警方报称，“在西北大学长安校区西围墙外的翰林路中段靠近马路东道沿边，有一女子浑身是血倒在路边，生死不明，旁边有辆损坏的电动自行车。”
接到报警后，西安市公安局长安分局郭杜派出所的民警最早赶到现场，初步判断为一起交通事故。此后，西安市公安局长安分局交警大队也到达现场，经进一步勘查，死者身上有多处锐器伤，系被撞伤后遭毒手。长安警方当晚随即成立由刑侦大队、郭杜派出所、交警大队组成的专案组。
10月21日凌晨3点，经受害者家属辨认，受害者身份得到确认，系西安市长安区兴隆街道宫子村的26岁妇女张妙。
10月22日，警方通过大量的摸排走访，发现一个可疑的交通肇事逃逸案的重要线索。原来就在案发当晚，在此案发生的时间段内，在距离案发现场不远的郭杜南村村口，还发生了一起交通肇事逃逸案。一年轻男子驾驶一辆车牌为“陕A419N0”的枣红色雪佛兰科鲁兹小轿车将一男一女两人撞伤，该男子下车看了一眼，上车准备掉头开走。这时段乖良路过，他正好从一辆出租车上下来，看到其中受伤男子石学鹏自己认识，上去堵住了该男子。年轻男子不肯停车，打方向盘。段乖良一把拽住年轻男子的胸口，一手抢方向盘。争夺了几下，年轻男子停了下来。后来，伤者报警，年轻男子也通知父母。男子被带到派出所，由于第二起事故并不大，该男子当晚被释放。
交警仔细勘查发现，郭杜南村村口受伤的两人伤势不重，但肇事车车头右前方却明显有半个篮球大的凹陷进去的坑，证明此前曾和其他物品撞击过。通过痕跡鉴定和比对，警方认定，郭杜南村村口的此辆肇事车和翰林路的杀人案现场车辆相符，而雪佛兰科鲁兹车主有重大作案嫌疑。
经过调查，驾车的年轻男子名叫药家鑫，21岁，家住西安市新城区公园南路二十街坊，系西安音乐学院大三学生，而该车行驶证显示，该车车主也正是药家鑫。10月22日，专案组将犯罪嫌疑人药家鑫抓获。专案组民警透露，经审讯，药家鑫起初没有供述自己撞伤人持刀杀人的犯罪事实。直到10月23日，当其母再次带他到专案组后，经进一步审查，药家鑫这才交待了自己于10月20日晚将受害人张妙撞倒后又杀害的犯罪事实。10月23日晚，疑犯药家鑫被长安警方依法刑事拘留。10月25日，经长安检察机关批准，因涉嫌故意杀人罪，疑犯药家鑫被依法逮捕。

### 案件原因
据药家鑫供述，2010年10月20日18时，药家鑫驾车去事发地附近的西安外国语大学长安校区看望女友。22时多，两人分别，药家鑫独自驾车返回市区，在自己返回途中，药家鑫边开车边用车上的影碟机看滨崎步的演唱会，在行至翰林路中段时，道路突然变得有些漆黑，药家鑫想这样的路应该很少有人经过，于是加速前进，当时张妙骑着电动车和药家鑫同向行驶，药家鑫把受害人张妙撞到在地。此时张妙并未死亡，伤势是左腿骨折、后脑磕伤，如抢救及时不至于丧命。药家鑫不但没有救人，而且用携带的一把八寸长刀连捅张妙8刀，致其死亡。药家鑫向警方称，之所以杀人，是因为受害人试图记住他的车牌号，因此杀人灭口。
据调查，被害人张妙被撞时，伤势是左腿骨折、后脑部被磕伤，法医称如抢救及时不至于丧命。张妙共有8处刀伤，左手上有3道划痕，前胸有1道刺穿伤，后背中4刀。经法医鉴定，张妙死因系左前胸受锐器穿透伤致动脉血管破裂大出血，导致失血性休克而死亡。
药家鑫在接受柴静采访时，被问到杀人理由。药家鑫回答，“害怕撞到农村的，特别难缠。（我害怕她没完没了地缠着我的父母和家人。）”

#### 加害者
药家鑫（1989年11月7日—2011年6月7日 ）（21岁），男，家住陕西省西安市新城区公园南路二十街坊，西安音乐学院2008年键盘系学生（事发时为大三）。其家境殷实，当晚驾驶的雪佛兰科鲁兹的车主即为药家鑫，是其父母在案发前不久才给他购买的。
据药家鑫同学、朋友的印象，药是个很有城府的人。不喜欢剧烈的运动。在朋友的眼中，药有时对人比较凶狠。
在第二次车祸发生之后，药家鑫将杀人的刀偷偷扔在了附近的草丛里。关于药家鑫为什么随身带刀，陕西电视台的宫茜在采访时问过药家鑫，药家鑫闭口不答。

#### 遇害者
张妙（1984年9月9日－2010年10月20日）（26岁），女，陕西省西安市长安区兴隆街道北雷村人，父张平选，母刘小欠，是家中老大，还有一个妹妹张朗，一个弟弟张彪。1999年，15岁的张妙初中没读完便辍学打工，並做过很多工作。2006年春天，张妙经媒人介绍认识了宫子村的王辉。同年1月5日，张妙嫁到宫子村。王辉家穷，婚礼上的电视、碟机、音响都是借来的。2008年6月，张妙和王辉的孩子王思宇降生。孩子出生后，家里开销大，张妙到堂哥张凯在西安大学城的麻辣烫铺子打工，一个月700元。2010年10月20日是张妙在麻辣烫店铺上班的最后一天，當天下班后，张妙被药家鑫的车撞倒，随后被杀害。

## 案发之后
案发之后，药家鑫的家人一直没有机会和途径到张妙家道歉，药家鑫父母曾在案发后10天左右委托郭杜派出所民警给被害人父亲张平选送来1万元安葬费，表示这是孩子的安葬费。对此，张妙父亲张平选分文未动。至12月，张妙的遗体还未火化。
事发后，张妙父亲张平选得知药家鑫是家里的独子，曾想和药家父母谈谈，但从警方得到回复是药家不愿意见面。
据死者张妙丈夫王辉称，11月30日他接到一个电话，一个陌生女子在电话裡称，药家鑫的父母欲登门道歉。但截至当晚23时，嫌疑人父母仍未出现。
据记者调查，药家鑫家境殷实，是个学习优异、性格内向的人，钢琴弹得好（在李玫瑾录制视频时，药家鑫的钢琴上摆放着《库普兰之墓》）。父母之前都是西安北方华山机械有限公司职工，父亲药庆卫系总后西安军事代表局驻该厂军代表（政委），母亲系该厂物资公司库管员，已退休。
11月29日下午，陕西同顺律师事务所律师许涛赶到受害人张妙父亲张平选的家里，为其提供了法律方面的指导。

### 事后进展
- 2010年10月22日，犯罪嫌疑人药家鑫随其父母到当地公安局自首。
- 10月23日，药家鑫交代了将受害人张妙撞倒后又杀害的犯罪事实。
- 11月23日晚，疑犯药家鑫被长安警方依法刑事拘留。
- 11月25日，经长安检察机关批准，因涉嫌故意杀人罪，疑犯药家鑫被依法逮捕。
- 11月29日晚21时，西安市公安局新闻发言人、新闻中心主任郑朝刚就此案向媒体通报了相关案情[17]。
- 2011年1月25日，媒体报道：药家鑫的律师收到了西安市中院送达的刑事诉讼状和刑事附带民事诉讼状。民事部分，受害人家属提出58万余元的赔偿。受害人律师认为药家鑫2010年10月23日的交代犯罪事实的行为只能算是“坦白”，而不是“投案” [31]。
- 2011年2月17日，媒体报道：药家鑫在西安市看守所举办的元宵节联欢会上，先是用电子琴和一名女警合奏了一首《茉莉花》，之后又唱了一首《传奇》[32]。
- 4月22日，西安市中级人民法院一审宣判，被告人药家鑫犯故意杀人罪，被判处死刑，剥夺政治权利终身，并处赔偿被害人家属经济损失45498.5元[33]。
- 4月25日，原告民事诉讼代理人张显在其博客发表《对药家鑫案判决的立场和意见 （页面存档备份，存于）》一文，表示放弃向药家鑫追要法庭判决的4.5万元民事赔偿，而留给药家鑫父母养老，并对民事部分不合理地方放弃上诉。博文最后还对药家鑫父母说：“我们农村人并不难缠！你们应该低下你们高昂的头！”[34]。
- 5月31日，药家鑫父亲药庆卫开通腾讯微博，在微博上对遇难者及家人表示歉意及愧疚。并公布了药家鑫的两条遗愿：一是让其父母看望一下张妙的父母，二是让他们看望一下张妙的孩子。微博上透露：2011年5月26日，在律师的陪同下，药家鑫父母看望了张平选夫妇及张妙的孩子，并给张平选留下20万元现金，做为他们养老之用[35] 。
- 6月1日，张妙的诉讼代理人在其微博上表示，药家父母那天送钱，张家人明确表示不要，药家父母扔下钱就与路刚开车跑了。张家人都在历经周折还钱，没找到他家人，无奈之下，张平选只好与村干部通过邮局向药庆卫汇出了钱[36] 。
- 6月7日，经最高人民法院核准，故意杀人罪犯药家鑫在陕西省西安市被依法执行死刑，方式是注射死刑[37][38] 。

- 6月7日，药家鑫被执行死刑后，其父亲药庆卫在微博 （页面存档备份，存于）发言表示法院不让他们领尸体，而是直接领骨灰。
- 6月18日，张妙的葬礼在其家乡西安市长安区宫子村举行，丈夫王辉捧骨灰盒，数百村民为张妙送行。葬礼还出现了“西方普世派滚出中国”落款为宫子村两委会的横幅，此横幅似乎是对联名呼吁免药家鑫死刑的五教授说的。[39]
- 2012年2月8日，张妙之父张平选、张妙丈夫王辉、代理人张显到达药家鑫父亲药庆卫处，索要在2010年案件审理期间药庆卫赠与张家并被张家退还的20万元钱。因为张家收到五十万元以上的捐款，药庆卫不认为自己有支付20万元的义务，派出律师马延明交涉。双方发生肢体冲突，被警方带走[40]。

### 法院审理
- 2011年1月8日，药家鑫被西安市人民检察院根据《中华人民共和国刑法》第二百三十二条以故意杀人罪提起公诉[41]。
- 药家鑫涉嫌故意杀人案原定于3月3日开庭[42]，但因第二起交通事故中，两位伤者的伤势鉴定均未完成，关于第二起事故的部分细节问题有待确定。因此，西安市中级人民法院决定延迟开庭时间[43]。
- 3月10日，《华商报》报道3月9日记者了解到西安检方的侦查审理工作全部结束，初步认定药家鑫有自首情节，对其量刑是否建议为死刑，有待检察院审委会做进一步评定[44]。
- 3月23日上午，“药家鑫案”在陕西省西安市中级人民法院开审，包括受害人张妙丈夫王辉在内的近30位受害人亲属到庭旁听。药家鑫表示后悔，其律师辩称为激情杀人[註 3]。在庭审过程中，药家鑫表现的较为恐慌，当庭向受害人家属下跪道歉。受害人家属在庭上也情绪失控，痛哭流涕。法庭围绕“药家鑫的自首是否成立”、“药家鑫的悔罪态度”、“取得被害人亲属谅解的程度”、“药家鑫的主观恶性到底有多重”四个焦点展开辩论。在庭审中首次证实，经法医鉴定，药家鑫捅了死者6刀，而非此前传言的8刀，张妙的心包被刺伤，大出血致死[45]。
- 4月14日《扬子晚报》报道，西安市中级人民法院在审理药家鑫案时向现场500名旁听人员每人发放一份“旁听人员旁听案件反馈意见表”，问卷上除了庭审的合议庭成员名单，还有两个问题：“您认为对药家鑫应处以何种刑罚?”“您对旁听案件庭审情况的具体做法和建议?”据一名法官，向旁听人员征集量刑意见，该院以前就做过，只不过这次是发放最多的一次。然而，发放调查问卷的事，受害者家属在事前并不知道。在媒体报道此事后，受害者家属律师张显向西安中院提出，坚决反对“调查问卷作为量刑依据”。张显表示，在旁听的500人中，其中大学生就有400人，而受害者是农民，农民的旁听人数很少，村民和受害者亲属共25人。此外，400人大学生中药家鑫所在的西安音乐学院的学生又比其他学校学生多。张显认为，这项调查问卷缺乏代表性和广泛性。一北京律师分析，在现行刑事法律对于定罪量刑的规定中，没有可以参考“民意”来定罪的规定。西安中院做法没有法律依据，以调查结果作为判决依据是一种渎职行为，最起码很不严肃，亵渎法律[46]。
- 4月22日，西安市中级人民法院一审宣判，被告人药家鑫犯故意杀人罪，被判处死刑，剥夺政治权利终身[3][4][5][6]。

据新华网报道，该案民事部分赔偿被害人家属经济损失45498.5元，丧葬费等不予考虑，受害人家属表示对案件审判结果满意。
法院认为，被告人药家鑫开车将被害人张妙撞倒后，为逃避责任而杀人灭口，持尖刀捅刺被害人胸、腹、背等处数刀，将被害人杀死，其行为构成故意杀人罪。药家鑫在公安机关未对其采取任何强制措施的情况下，由父母陪同到公安机关投案，并如实供述了犯罪事实，属于自首。药家鑫交通肇事后杀人灭口，不属于激情杀人。药家鑫开车将被害人张妙撞倒后，不予施救，反而杀人灭口，犯罪动机极其卑劣，主观恶性极深，手段特别残忍，情节特别恶劣，后果特别严重，属罪行极其严重，应依法惩处。其虽有自首情节，仍不足以从轻处罚，遂依法作出前述判决。
由于民事赔偿部分过低，引致张妙家属及其代理律师强烈不满。有网友甚至于网络发起“激情捐赠”。家属亦曾有考虑过上诉，但最终以“农村人并不难缠”为由声明宣布放弃赔偿及上诉。
5月2日是药家鑫案提起上诉的最后期限，3日上午，记者联系了药家鑫一审辩护律师陕西克利律师事务所律师路刚，得知药家鑫已经提起上诉。
药家鑫4月28日在上诉状上签字，药家鑫提出了四条上诉理由：
第一，原判决对“犯罪手段特别残忍，情节特别恶劣，罪行极其严重”认为定性不当。原因是“案发在车辆少和行人少的郊区路上;路灯暗，光线不如白天的好，药家鑫高度近视眼神不好;杀张妙身上的部位比较乱，药本人也不知道杀了多少刀，致命仅有一刀，是激情和瞬间作案;是由平时的抑郁和压力所致。
第二，西安中院认可了药家鑫的自首情节，却未按自首减轻判罚。
第三，药家鑫是初犯、偶犯，父母又进行积极地赔偿。
第四，根据国家目前针对死刑的慎重态度，认为中院量刑过重。
二审已于5月5日立案。被害人张妙的诉讼代理人张显称，二审中被害人家属不能以当事人的身份出庭，开庭时只被允许旁听。二审将于5月20日上午8时在陕西省高级人民法院开庭审理。
- 5月20日，本案在陕西省高级人民法院刑事审判第一庭公开审理并宣判，依法裁定驳回药家鑫上诉，维持一审死刑判决[51]。陕西高院审理认为，药家鑫犯罪动机极其卑劣，手段特别残忍，情节特别恶劣，属罪行极其严重，虽系初犯、偶犯，并有自首情节，亦不足以对其从轻处罚。原审判决定罪准确，量刑适当，程序合法，故裁定驳回药家鑫的上诉，维持原判，并依法报请最高人民法院核准[51]。

### 药家鑫死后
药家鑫之父药庆卫诉药家鑫案受害者代理人张显侵犯名誉案8月4日在西安市雁塔区法院正式立案。
2012年2月7日，受害者诉讼代理人张显在其实名新浪微博上宣布“现在张妙的亲人表示愿意接受药庆卫无条件赠与的20万元，并定于2012年2月8日上午前往药庆卫住处（二十街坊）接受该款，特此声明”，让此案再次受到舆论关注。事情缘起于2011年6月5日，药家鑫临刑前夕。当时药家鑫之父药庆卫在其实名新浪微博上表示：“现在这20万也被你父母不知出于何故退回来了，我们也会把这20万用专门的账户存着留待你的父母和孩子将来确实需要的时候再来拿，因为这是药家鑫最后的愿望，做父母的一定会去完成。张妙，你放心吧，我们一定会尽全力帮助你的父母和孩子，愿你早日安息，落土为安！”
2月7日下午，药庆卫在其实名新浪微博上表示：“由于我的岳父、岳母和爱人身体一直不好，我一直在医院照顾他们。关于20万捐赠的事情，我已经委托给我的代理人马延明、兰和律师全权处理，请张显先生及时与他们联系。”晚上，兰和律师在其实名新浪微博上表示：“受药庆卫委托，现针对张显发布“索取20万赠款”的公告，做如下回应：1、不该给：赠与合同因受赠方拒绝而不成立；2、不必给：药与张无合同关系，无给付义务；3、不能给：该20万全系借款，已归还债主；4、如张评选确实困难，在其澄清事实的前提下，药可适当考虑对张进行力所能及的帮助。”
2012年2月8日，被害人张妙的家属王辉、张平选、张平选二女儿张朗以及同村村民一行六人到达药家鑫的父亲药庆卫家“索要”20万元捐款。因言语不和，王辉等人在药家楼下与药庆卫代理人马延明发生争执和肢体冲突。张显也参与了这场冲突。
药家鑫案受害人张妙家属于是正式向法院起诉药家，要求兑现药家鑫“遗赠”的20万元。2月27日，西安新城区法院正式受理此案。
2012年2月12日，据陕西当地媒体报道，药家鑫案被中华人民共和国最高人民法院评为2011年度人民法院十大典型案件。
2012年7月31日下午，药家鑫父亲药庆卫诉张显名誉侵权案在西安雁塔法院开庭宣判，要求被告张显在判决生效后立即停止侵权行为，在3日内删除微博和博客上的造谣诽谤言论，于判决生效之日起10日内在其新浪微博、新浪博客上连续三十日分别刊登致歉声明（声明内容须经法院审查，刊登期间不得自行删除），向原告药庆卫赔礼道歉，消除影响，另外张显须向药庆卫支付1块钱的精神损害抚慰金。
2012年8月底，药庆卫向西安市中级人民法院提起上诉，认为张显在一审后继续侵权行为，案件于9月18日进入二审程序。11月30日，西安市中院开庭审理药庆卫诉张显侵犯名誉权案件二审，双方均未到场，由代理律师出庭，法院当庭宣判，驳回药庆卫上诉的要求，维持一审宣判 。

## 案件影响
- 有网民将此案与“李刚门”相提并论。对于药家鑫残忍的做法，网民一边倒地进行了声讨[58]。
- 对于药家鑫“害怕撞到农村的，特别难缠”的说法，有评论认为，这是对农村人歧视的突出表现[59]。
- 有评论认为，本案又是一个“撞伤不如撞死”农村版[60]。
- 一些评论认为，通过此案应该反思家庭、学校中的人性教育[61][62]。
- 2010年12月6日-2011年1月6日，陕西省在大学生中开展为期一个月的法律法规学习和思想道德教育专项活动[63]。
- 2011年4月1日，网友“billkds”在其微博贴出药家鑫师妹西安音乐学院学生李颖在网上留言的截图，“我要是他（药家鑫），我也捅……怎么没想着受害人当时不要脸来着？记车牌。”消息一出，网友们纷纷留言指责[64]。
- 2011年3月23日，中国人民公安大学犯罪心理学教授李玫瑾在中国中央电视台新闻频道直播新闻评论节目《新闻1+1》时，以“因为他弹钢琴，手习惯了向下连续动作”，而将药家鑫杀人手法与弹钢琴做类比，从而饱受争议[28]。
- 2011年3月25日，北京大学教授孔庆东在第一视频《孔和尚有话说》表示，“药家鑫长的是典型杀人犯的面孔，罪该万死。”[65] [66]
- 2011年4月3日，西安音乐学院在官网发布了《关于网传药家鑫案件、李颖网贴事件的情况说明》称：

4月3日，网上传出所谓“西安音乐学院学生李颖”的帖子，并称其是药家鑫的“同门师妹”所为。经网上搜索得知，此贴最早出现在2010年11月29日，时经4个多月后被人复制链接在网上快速传播，受到网友纷纷遣责。经核实：我院在校学生中没有李颖其人。为慎重起见，又查阅了我院历届毕业生名单，有1位叫李颖的，已毕业离校。此李颖是不是网上发贴的李颖，学院无法联系到本人，也无法核实网传帖子是否是其本人所为。
- 2011年4月17日，著名音乐人高晓松在微博发表对药家鑫案的看法，表示药家鑫即使活着出来也会被车撞死。

|                          | 朋友问我怎么看药家鑫案？我说即便他活着出来，也会被当街撞死，没死干净也会被补几刀。人类全部的历史告诉我们：有法有天时人民奉公守法，无法无天时人民替天行道。至于有人能一手遮天，那纯属杞人忧天。另外鉴于西安音乐学院学生集体支持药家鑫，今后音乐界将不接受他们，生命都漠视的人会爱音乐吗？ |
| ——高晓松，高晓松腾讯微博 | |

- 2011年5月20日，陕西高院对作出药家鑫终审判决，驳回上诉，维持死刑原判。消息传出后，庭外围观群众放鞭炮以示庆祝[69] 。
- 2011年5月26日，《华商报》报道西安五名教授联名呼吁免除药家鑫死刑[70]。对此，绝大多数舆论媒体持批评态度，认为五教授对药家鑫的“善良”只会导致以后产生更多的李家鑫、张家鑫。甚至有评论将五教授比作东郭先生[71]。
- 2014年10月16日，《南方周末》一篇题为《死刑复核权上收八年 最高法院如何刀下留人》的文章援引最高法院的人话说，药家鑫没保住命对法院伤害很大。药家鑫被判死刑是受到了舆论的影响，药家鑫是在警方没有掌握到线索情况下自首，按最高法院的标准可以不杀的。但是舆论太厉害了，以后遇到类似案子法院会很被动。但杀了以后，很多人又开始同情他。[72]